# Alburnus chalcoides
Alburnus chalcoides is een straalvinnige vissensoort uit de familie van karpers (Cyprinidae). De wetenschappelijke naam van de soort is voor het eerst geldig gepubliceerd in 1772 door Güldenstädt.
De soort staat op de Rode Lijst van de IUCN als niet bedreigd, beoordelingsjaar 2008.